# Torpfjärden, Eckerö
Torpfjärden är en fjärd öster om byn Torp i Eckerö på Åland.
I norr är Torpfjärden genom det cirka 400 meter breda och 800 meter långa Torp sund förbunden med Kyrksundet i kommunens centrum, i öster finns halvön Långskär. I den södra delen som leder till öppet hav finns ön Torpön som bland annat har lämningar efter ryssugnar.